# 1940 aux États-Unis
Pour des articles plus généraux, voir Chronologie des États-Unis et 1940.
Chronologie des États-Unis
- 1936
- 1937
- 1938
- 1939
- 1940
- 1941
- 1942
- 1943
- 1944

Cette page concerne des événements d'actualité qui se sont produits durant l'année 1940 du calendrier grégorien aux États-Unis.

## Événements
- 5 mars : un ouragan ravage l'État de New York.
- Mai : création du Committee to Defend America by Aiding the Allies (Comité White).
- Fin mai : le Congrès accorde 1,5 milliard de dollars de crédits militaires supplémentaires au gouvernement qui n’en avait demandé qu’un milliard.
- 28 juin[1] : loi Smith qui reprend les dispositions de la loi sur l’espionnage de 1917 concernant les discours ou les écrits susceptibles d’inciter au refus de servir dans les forces armées. Cette loi prévoit de lourdes sanctions contre toute personne ou organisation qui agirait en vue de renverser le gouvernement fédéral.
- 25 juin : Revenue Act, hausse de 30 % de l'impôt sur le revenu (la première tranche passe à 4 % et la dernière tranche à 79 %) et de 20 % de l'impôt sur les sociétés. Le crédit d'impôt pour les couples mariés passe de 2 500 à 2 000 $. Les droits de douane sont augmentés de 30 à 50 %.
- 27 juin : Décret présidentiel créant le National defense advisory commission, agence gouvernementale chargée d'infléchir le New Deal vers une économie de guerre.
- Juin : 8,5 millions de chômeurs. Dix millions de syndiqués.
- 2 juillet : Board of Economic Warfare, agence fédérale chargée de stimuler les échanges commerciaux tout en préservant l'industrie américaine.
- 19 juillet : Two-Ocean Navy Act. Loi visant à accroitre de 70 % la flotte de guerre des États-Unis. 300 millions de dollars sont alloués au projet.
- 31 août : rencontre Tizard – Vannevar Bush.
- 2 septembre : accord « bases-destroyers » avec le Royaume-Uni (Destroyers for Bases Agreement) : échange de 50 torpilleurs contre des bases britanniques à Terre-Neuve (Argentia), aux Bermudes, à la Jamaïque et aux Bahamas[2].
- 12 septembre : arrivée de la Mission Tizard à Washington.
- 14 septembre : Selective Training and Service Act. Le Congrès vote pour la première fois un service militaire obligatoire en temps de paix.
- 16 septembre : promulgation du Selective Training and Service Act. Cette loi augmente les effectifs de l'armée de terre de 800 000 hommes.
- 19 septembre : la mission Tizard révèle aux Américains le potentiel du magnétron à cavité pour le radar.
- 26 septembre[3] : premiers « embargos » sur les exportations à destination du Japon.
- Octobre : renversement de l’opinion en faveur d’une assistance à la Grande-Bretagne.
- 8 octobre : Revenue Act, loi fiscale augmentant de 33 à 35 % l'impôt sur les sociétés. Création d'une surtaxe sur les profits des entreprises (25 à 50 %).
- 5 novembre : réélection de Franklin Delano Roosevelt (démocrate) comme président des États-Unis (54 % des voix contre le républicain Wendell Willkie).
- 7 novembre : le pont du détroit de Tacoma s'effondre à cause de problèmes vibratoires quatre mois après son inauguration[4].

### Dates à préciser
- La population active des États-Unis compte 23 % de fermiers, 33 % d’ouvriers, 44 % dans le tertiaire. Migration massive de Noirs du Sud vers le Nord dans les années 1940. Ils passent de 2 360 000 à 4 600 000.
- Nouvelles dépenses dues au programme de réarmement du pays : 9,5 milliards de dollars.
- 6,5 milliards de dollars de recettes.
- Déficit de 3 milliards de dollars.
- 8,1 % de la population est au chômage
- La dette de l’État fédéral a doublé depuis le début de la présidence Roosevelt et atteint 52,4 % de la richesse nationale, soit 50,6 milliards de $

## Naissance en 1940
- 20 janvier : Carol Heiss, patineuse.
- 21 janvier : Jack Nicklaus, golfeur.
- 27 janvier : James Cromwell, acteur.
- 29 janvier : Katharine Ross, actrice.
- 3 février : Fran Tarkenton, joueur de football.
- 4 février : George A. Romero, acteur, auteur, réalisateur et scénariste.
- 6 février : Tom Brokaw, auteur et journaliste.
- 8 février : Ted Koppel, animateur de la télévision.
- 10 mars : Chuck Norris, acteur américain et expert aux arts martiaux.
- 26 mars : James Caan, acteur américain.
- 5 mai : Lance Henriksen, acteur américain
- 11 novembre : Barbara Boxer, femme politique progressiste, membre du Parti démocrate et sénatrice de Californie au Sénat des États-Unis depuis 1993.
- 27 novembre : Bruce Lee, acteur, scénariste, réalisateur américain et maître des arts martiaux († 20 juillet 1973).